# Chris McCullough
Christopher A. McCullough, detto Chris (Bronx, 5 febbraio 1995), è un cestista statunitense.

## Carriera
È stato selezionato dai Brooklyn Nets al primo giro del Draft NBA 2015 (29ª scelta assoluta).

## Statistiche

### College
| Anno      | Squadra         | PG | PT | MP   | TC%  | 3P% | TL%  | RP  | AP  | PRP | SP  | PP  |
| --------- | --------------- | -- | -- | ---- | ---- | --- | ---- | --- | --- | --- | --- | --- |
| 2014-2015 | Syracuse Orange | 16 | 16 | 28,1 | 47,8 | 100 | 56,3 | 6,9 | 1,1 | 1,7 | 2,1 | 9,3 |
| Carriera  | Carriera        | 16 | 16 | 28,1 | 47,8 | 100 | 56,3 | 6,9 | 1,1 | 1,7 | 2,1 | 9,3 |

### NBA

#### Regular Season
| Anno      | Squadra       | PG | PT | MP   | TC%  | 3P%  | TL%  | RP  | AP  | PRP | SP  | PP  |
| --------- | ------------- | -- | -- | ---- | ---- | ---- | ---- | --- | --- | --- | --- | --- |
| 2015-2016 | Brooklyn Nets | 24 | 4  | 15,1 | 40,4 | 38,2 | 47,8 | 2,8 | 0,4 | 1,2 | 0,5 | 4,7 |
| 2016-2017 | Brooklyn Nets | 14 | 0  | 5,1  | 51,6 | 16,7 | 66,7 | 1,2 | 0,1 | 0,1 | 0,1 | 2,5 |
| 2016-2017 | Wash. Wizards | 2  | 0  | 4,0  | 0,0  | 0,0  | 50,0 | 1,0 | 0,0 | 0,5 | 0,0 | 0,5 |
| 2017-2018 | Wash. Wizards | 19 | 0  | 4,7  | 42,9 | 12,5 | 64,3 | 1,3 | 0,2 | 0,0 | 0,3 | 2,4 |
| Carriera  | Carriera      | 59 | 4  | 9,0  | 42,6 | 30,6 | 54,8 | 1,9 | 0,3 | 0,5 | 0,3 | 3,3 |

### G League
| Anno      | Squadra          | PG | PT | MP   | TC%  | 3P%  | TL%  | RP  | AP  | PRP | SP  | PP   |
| --------- | ---------------- | -- | -- | ---- | ---- | ---- | ---- | --- | --- | --- | --- | ---- |
| 2016-2017 | Long Island Nets | 31 | 29 | 31,7 | 44,6 | 34,7 | 66,5 | 7,7 | 1,9 | 1,3 | 0,8 | 18,1 |
| 2016-2017 | N. Arizona Suns  | 12 | 6  | 23,8 | 44,9 | 35,7 | 71,4 | 5,3 | 0,9 | 0,7 | 0,9 | 10,9 |
| 2017-2018 | N. Arizona Suns  | 3  | 0  | 17,4 | 47,4 | 50,0 | 71,4 | 4,0 | 2,0 | 2,3 | 1,0 | 8,3  |
| 2017-2018 | Wisconsin Herd   | 5  | 0  | 25,2 | 36,5 | 23,1 | 82,1 | 7,8 | 1,2 | 2,2 | 1,4 | 12,8 |
| 2017-2018 | Erie BayHawks    | 4  | 0  | 20,4 | 42,5 | 22,2 | 81,8 | 6,5 | 1,3 | 0,5 | 0,8 | 11,3 |
| 2018-2019 | R.G.V. Vipers    | 7  | 2  | 12,0 | 47,3 | 20,0 | 58,3 | 4,6 | 0,3 | 0,4 | 0,9 | 8,7  |
| Carriera  | Carriera         | 62 | 37 | 26,0 | 44,2 | 33,0 | 69,2 | 6,7 | 1,4 | 1,2 | 0,9 | 14,3 |